# Lhotka u Hořovic
Lhotka ist eine Gemeinde in Tschechien. Sie liegt 15 Kilometer nördlich von Příbram und gehört zum Okres Beroun.

## Geographie
Lhotka befindet sich nördlich des Brdywaldes am Fuße des Plešivec (653 m). Westlich tritt die Litavka in einem tief eingeschnittenen Tal aus dem Brdy heraus. Jenseits des Tales erhebt sich der Ostrý mit den Resten der Burg Ostrý. Südlich liegt der Smaragdové jezero.
Nachbarorte sind Lochovice im Norden, Neumětely und Radouš im Nordosten, Bezdědice im Osten, Hostomice und Běštín im Südosten, Rejkovice und Felbabka im Südwesten, Rpety im Westen sowie Obora im Nordwesten.

## Geschichte
Die erste urkundliche Erwähnung des zur Herrschaft Hořovice gehörigen Dorfes erfolgte 1547. Erste nachweisliche Besitzer waren die Pešík von Komárov. Václav Pešík verlor nach der Schlacht am Weißen Berg 1620 seinen Besitz und emigrierte nach Sachsen. 1630 fielen die Schweden unter Gustav II. Adolf in Lhotka ein, ihnen folgten brandenburgische und sächsische Truppen auf dem Weg nach Breitenfeld. In den Reihen der Sachsen diente Václav Pešík von Komárov als Offizier und versuchte, seinen verlorenen Besitz zurückzuerlangen. Nach der Niederlage bei Nördlingen und dem Prager Friedensschluss scheiterte dieser Versuch, und Lhotka blieb im Besitz der Grafen von Würben. Nachfolgend besaßen die Fürsten von Hanau und die Fürsten von Schaumburg die Herrschaft Hořovice.
Nach der Ablösung der Patrimonialherrschaften wurde Lhotka 1850 zur selbständigen Gemeinde. Im Zuge der Bodenreform in der Ersten Republik wurde der Großgrundbesitz in Lhotka 1923 parzelliert. 1928 hatte der Ort 435 Einwohner. 1976 erfolgte die Eingemeindung nach Lochovice, seit 1990 ist Lhotka wieder selbständig.

## Sehenswürdigkeiten
- Kapelle der hl. Anna
- Reste der Burg Ostrý
- Smaragdové jezero am Plešivec